# Yoshioka
Yoshioka (吉岡町?) è una cittadina giapponese della prefettura di Gunma.